# Pavel Vasici-Ungureanu
Pavel Vasici-Ungureanu (n. 18 aprilie 1806, Timișoara, Imperiul Austriac – d. 3 iulie 1881, Timișoara, Austro-Ungaria) a fost un medic și scriitor român, membru titular al Academiei Române. Este creditat ca întemeiatorul primei reviste de medicină din Banat și din Transilvania, Higiena și școala, apărută la Timișoara. Autor al unor manuale de igienă și dietetică.

## Biografie
Era fiul lui Vasile Ungureanu. Pentru a fi primit la gimnaziu, trebuia, potrivit regulilor pe care trebuiau să le îndeplinească creștinii ortodocși, să poarte un nume derivat din numele tatălui. Din acest motiv a fost înregistrat cu numele de Vasici. A urmat facultatea de medicină la Budapesta (1826 - 1832) și a devenit doctor cu teza „Pesta orientală”.
După terminarea studiilor a lucrat ca medic în diferite orașe ale Transilvaniei. S-a implicat în activități de popularizare a medicinei și a publicat numeroase articole în revistele românești ale vremii (Foaie pentru minte, inimă și literatură, Transilvania, Telegraful român, Gazeta de Transilvania, etc.). A scris manuale de igienă și dietetică dedicate școlilor româneaști din Imperiul Habsburgic.
O contribuție importantă pe care a adus-o medicinei românești, a fost traducerea lucrării lui Cristoph W. Hufeland Macrobiotica sau măestria de a lungi viața, apărută la Brașov, în 2 volume. Însă Vasici-Ungureanu nu s-a limitat la activitatea de traducător, completând textul cu propriile observații de medic. El adaugă date și statistici despre longevitatea românilor bănățeni și le corelează cu noxele întâlnite de aceștia în profesiile de tăbăcar, zidar, tipograf. Tot în această lucrare el combate șarlatanismul medical și exagerările hidroterapiei, așa cum era ea practicată la acea vreme și face propagandă pentru vaccinarea antivariolică.
În 1843 a devenit membru al Societății de Medici și Naturaliști din Iași, în 1847 membru al Societății literare din București, iar în 1871 membru al Academiei Române.
Pavel Vasici-Ungureanu a înființat revista de medicină Higiena și școala, publicată inițial la Timișoara (1876-1877) apoi la Gherla (1878-1880). În această publicație, el aborda problemele de educație, creșterea prestigiului învățătorilor, popularizarea noilor descoperiri din lumea științei. S-a stins din viață la 3 iulie 1881, la Timișoara.

## Lucrări
- Antropologia sau scurtă cunoștință despre om și însușirile sale, Buda (1830)
- Dietetica sau învățătura de a păstra întreaga sănătate, Buda (1831)
- Pesta orientală, Buda 1832
- Catehismul sănătății, Timișoara (1870)
- Catehismul antropologic, Timișoara (1870)